# Fissidens woodii
Fissidens woodii là một loài Rêu trong họ Fissidentaceae. Loài này được J. Taylor & P. de la Varde mô tả khoa học đầu tiên năm 1956.